# WR 124
Désignations
WR 124 est une étoile Wolf-Rayet dans la constellation de la Flèche entourée d'une nébuleuse annulaire de matière expulsée dite M1-67. Elle a été découverte par Paul W. Merrill en 1938.

## Évolution de l'observation

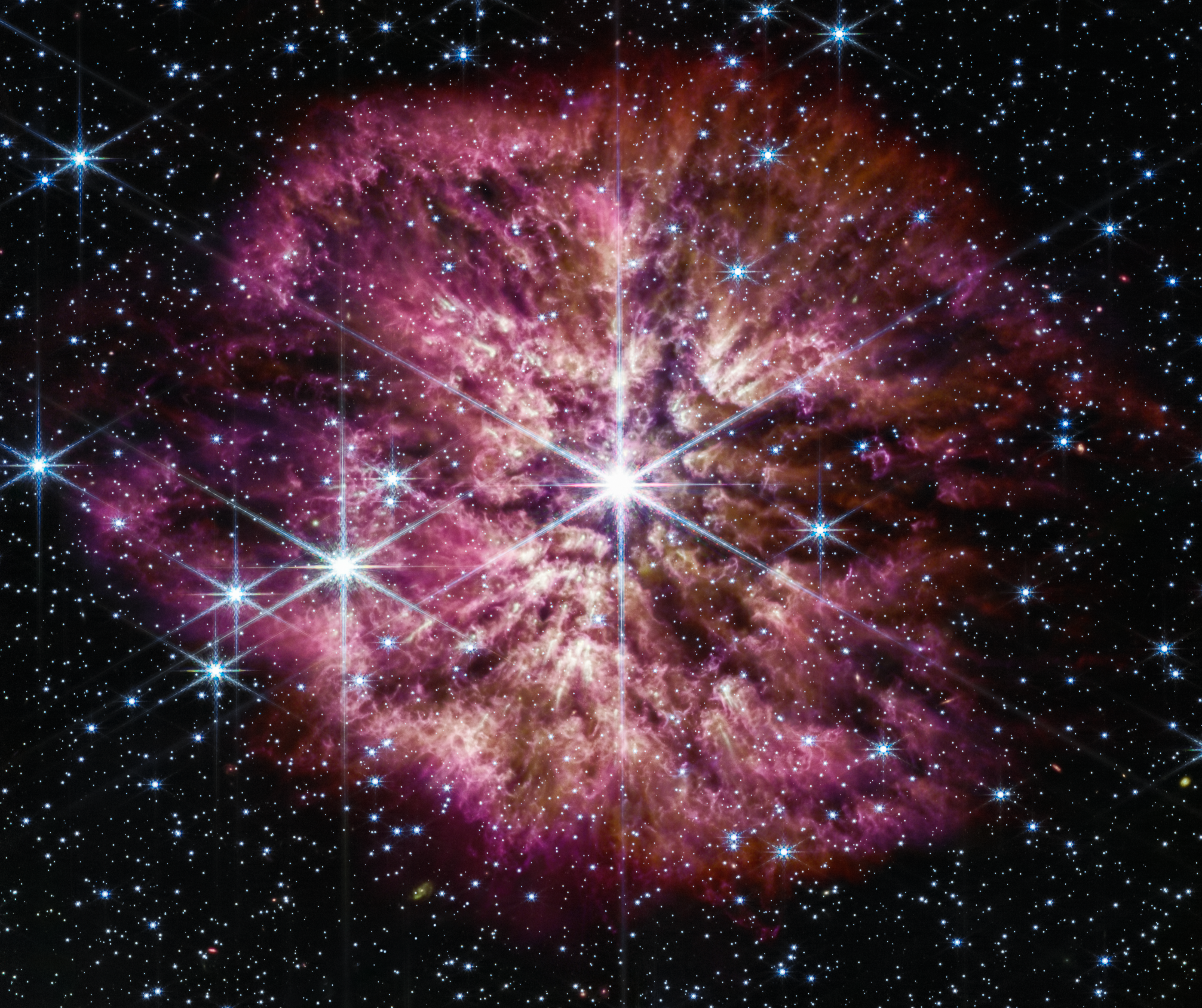
L'étoile chaude et lumineuse Wolf-Rayet 124 (WR 124) est bien visible au centre de l'image composite du télescope spatial James Webb de la NASA/ESA/CSA, qui combine les longueurs d'onde du proche infrarouge et de l'infrarouge moyen.

WR 124 a été observée par le télescope Hubble, qui a permis d'identifier l'étoile au centre de la nébuleuse.
En mars 2023, la NASA et ses collaborateurs ont présenté une image composite, qui détaille la structure complexe de cet objet. Elle est issue d'une observation en infrarouge réalisée en juin 2022 par le télescope spatial James-Webb avec la caméra NIRCam et l'instrument MIRI. Les poussières, éjectées par WR 124, n'empêchent en effet pas son observation en infrarouge.